# Regió d'Alacant

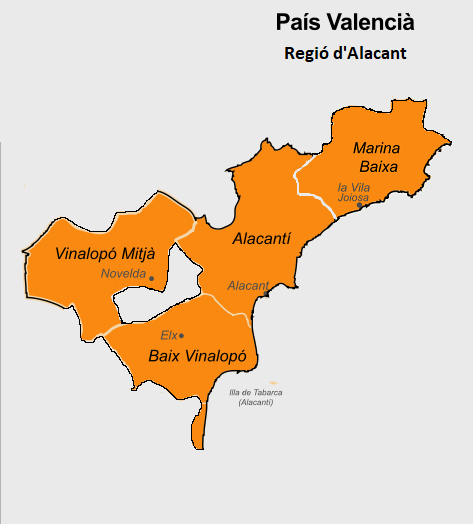
Comarques que formen la Regió d'Alacant (amb el terme de Guardamar al sud, actualment al Baix Segura.

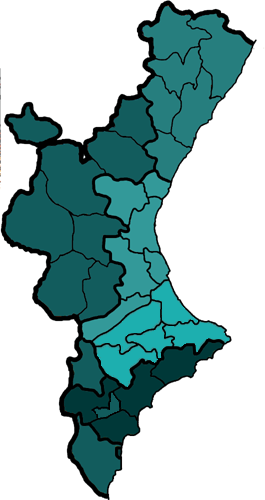
La Regió d'Alacant (color fosc) dins el País Valencià.

La Regió d'Alacant és una regió del País Valencià que comprèn les comarques que es troben a la part sud del País Valencià, constituint la major part de l'actual província d'Alacant. Té unes característiques climàtiques, orogràfiques i hidrogràfiques en comú que fan que es puga parlar d'ella com un conjunt. En 1970 tenia la major renda per capita de tot el País Valencià. També se la coneix com a Comarques del Sud, a voltes incloent-hi comarques diferents al conjunt.

## Comarques
Comprèn les següents comarques:
- La Marina Baixa[2][1]
- El Vinalopó Mitjà[2][1] (en el moment de la proposta sense Elda, Asp i Monfort).
- El Baix Vinalopó[2][1] (en el moment de la proposta amb Guardamar).
- L'Alacantí[2][1]